# XAGE1E
XAGE1E (англ. X antigen family member 1E) – білок, який кодується однойменним геном, розташованим у людей на X-хромосомі. Довжина поліпептидного ланцюга білка становить 81 амінокислот, а молекулярна маса — 9 078.
| 10         |  | 20         |  | 30         |  | 40         |  | 50         |
| ---------- |  | ---------- |  | ---------- |  | ---------- |  | ---------- |
| MESPKKKNQQ |  | LKVGILHLGS |  | RQKKIRIQLR |  | SQCATWKVIC |  | KSCISQTPGI |
| NLDLGSGVKV |  | KIIPKEEHCK |  | MPEAGEEQPQ |  | V          |  |            |

A: Аланін

C: Цистеїн

D: Аспарагінова кислота

E: Глутамінова кислота

G: Гліцин

H: Гістидин

I: Ізолейцин

K: Лізин

L: Лейцин

M: Метіонін

N: Аспарагін

P: Пролін

Q: Глутамін

R: Аргінін

S: Серин

T: Треонін

V: Валін

Кодований геном білок за функцією належить до фосфопротеїнів. 
Задіяний у такому біологічному процесі, як альтернативний сплайсинг. 